# Assing Sogn
Assing Sogn er et sogn i Herning Søndre Provsti (Viborg Stift).
I 1800-tallet var Assing Sogn anneks til Sønder Felding Sogn. Begge sogne hørte til Hammerum Herred i Ringkøbing Amt. Sønder Felding-Assing sognekommune blev senere delt, så hvert sogn dannede sin egen sognekommune. Ved kommunalreformen i 1970 blev både Sønder Felding og Assing indlemmet i Aaskov Kommune, der ved strukturreformen i 2007 indgik i Herning Kommune.
I Assing Sogn ligger Assing Kirke.
I sognet findes følgende autoriserede stednavne:
- Agersig (bebyggelse)
- Albæk Hede (bebyggelse)
- Assing (bebyggelse)
- Brunhede (bebyggelse)
- Bukkær (bebyggelse)
- Harreskov (bebyggelse)
- Harreskov Høj (areal)
- Harreskov Plantage (areal)
- Hvedde (bebyggelse)
- Kibæk (bebyggelse, ejerlav)
- Mombjerge (areal)
- Momhede Huse (bebyggelse)
- Mommose (areal)
- Mosegård (bebyggelse)
- Møllebakke (areal)
- Olling (bebyggelse)
- Pårup (bebyggelse)
- Pårup Mark (bebyggelse)
- Store Momhøj (areal)
- Sædhøj Plantage (areal)
- Troldhøj (areal)
- Velhusted (bebyggelse)
- Visbjerg (areal)